# Piotr Żak
Piotr Żak (ur. 2 lutego 1957 w Łodzi) – polski polityk, działacz sportowy i związkowy, poseł na Sejm III kadencji, brydżysta.

## Życiorys
Jest absolwentem liceum ogólnokształcącego. Podjął studia z zakresu historii, których nie ukończył. Pracował jako nauczyciel historii w szkole podstawowej w Łodzi. W latach 90. był rzecznikiem prasowym NSZZ „Solidarność”.
Od 1997 pełnił funkcję posła III kadencji z ramienia Akcji Wyborczej Solidarność. Do lipca 2000 był rzecznikiem prasowym klubu parlamentarnego AWS. W maju 2001 przeszedł do Platformy Obywatelskiej, jednak na skutek słabego rezultatu w prawyborach nie znalazł się na liście kandydatów tego ugrupowania w wyborach parlamentarnych w tym samym roku. Po zakończeniu działalności w parlamencie podjął pracę w sektorze prywatnym. Wystartował z listy PO do Sejmu w wyborach parlamentarnych w 2005, zajmując czwarte miejsce wśród kandydatów tej partii, która w okręgu łódzkim otrzymała trzy mandaty. Następnie wycofał się z działalności politycznej.
Jest aktywnym brydżystą, arcymistrzem (PZBS), World International Master (WBF), działaczem Polskiego Związku Brydża Sportowego, sędzią klubowym, instruktorem sportu, zawodnikiem drużyny Consus Kalisz.

## Wyniki brydżowe
Olimpiady
| Olimpiady brydżowe. Zawody teamów | Olimpiady brydżowe. Zawody teamów | Olimpiady brydżowe. Zawody teamów | Olimpiady brydżowe. Zawody teamów | Olimpiady brydżowe. Zawody teamów | Olimpiady brydżowe. Zawody teamów |
| Rok                               | Miejsce                           | Zawody                            | Kategoria                         | Drużyna                           | Pozycja                           |
| --------------------------------- | --------------------------------- | --------------------------------- | --------------------------------- | --------------------------------- | --------------------------------- |
| 2012                              | Lille                             | 2. Olimpiada Sportów Umysłowych   | Open                              | Poland                            | 2                                 |

Zawody światowe
| Mistrzostwa świata: konkurencja teamów | Mistrzostwa świata: konkurencja teamów | Mistrzostwa świata: konkurencja teamów | Mistrzostwa świata: konkurencja teamów | Mistrzostwa świata: konkurencja teamów | Mistrzostwa świata: konkurencja teamów |
| Rok                                    | Miejsce                                | Zawody                                 | Kategoria                              | Drużyna                                | Pozycja                                |
| -------------------------------------- | -------------------------------------- | -------------------------------------- | -------------------------------------- | -------------------------------------- | -------------------------------------- |
| 2013                                   | Nusa Dua                               | 41. Mistrzostwa Świata Teamów          | Trans                                  | Consus Red Poland                      | 48                                     |
| 2011                                   | Veldhoven                              | 40. Mistrzostwa Świata Teamów          | Trans                                  | Consus Red                             | 18                                     |
| 2010                                   | Filadelfia                             | 13. Seria Mistrzostw Świata            | Open                                   | Consus White Poland                    | 113                                    |
| 2002                                   | Montreal                               | 11. Mistrzostwa Świata                 | Open                                   | Lewaciak                               | 113                                    |

| Mistrzostwa świata: konkurencja par | Mistrzostwa świata: konkurencja par | Mistrzostwa świata: konkurencja par | Mistrzostwa świata: konkurencja par | Mistrzostwa świata: konkurencja par | Mistrzostwa świata: konkurencja par |
| Rok                                 | Miejsce                             | Zawody                              | Kategoria                           | Partner                             | Pozycja                             |
| ----------------------------------- | ----------------------------------- | ----------------------------------- | ----------------------------------- | ----------------------------------- | ----------------------------------- |
| 2010                                | Filadelfia                          | 13. Mistrzostwa Świata              | Open IMP                            | Jarosław Cieślak                    | 29                                  |
| 2010                                | Filadelfia                          | 13. Mistrzostwa Świata              | Open                                | Jarosław Cieślak                    | 247                                 |
| 2002                                | Montreal                            | 11. Mistrzostwa Świata              | Open                                | Urban Kielichowski                  | 283                                 |

Zawody europejskie
| Zawody europejskie. Konkurencja teamów | Zawody europejskie. Konkurencja teamów | Zawody europejskie. Konkurencja teamów | Zawody europejskie. Konkurencja teamów | Zawody europejskie. Konkurencja teamów | Zawody europejskie. Konkurencja teamów |
| Rok                                    | Miejsce                                | Zawody                                 | Kategoria                              | Drużyna                                | Pozycja                                |
| -------------------------------------- | -------------------------------------- | -------------------------------------- | -------------------------------------- | -------------------------------------- | -------------------------------------- |
| 2012                                   | Dublin                                 | 51. Mistrzostwa Europy Teamów          | Open                                   | Poland                                 | 5                                      |

| Zawody europejskie. Konkurencja par | Zawody europejskie. Konkurencja par | Zawody europejskie. Konkurencja par | Zawody europejskie. Konkurencja par | Zawody europejskie. Konkurencja par | Zawody europejskie. Konkurencja par |
| Rok                                 | Miejsce                             | Zawody                              | Kategoria                           | Partner                             | Pozycja                             |
| ----------------------------------- | ----------------------------------- | ----------------------------------- | ----------------------------------- | ----------------------------------- | ----------------------------------- |
| 2009                                | San Remo                            | 4. Otwarte Mistrzostwa Europy       | Open                                | Jerzy Zaremba                       | 61                                  |
| 1999                                | Warszawa                            | 10. Mistrzostwa Europy Par          | Open                                | Marcin Zaremba                      | 164                                 |